# Хоровце (Пухов)
Хоровце (слч. Horovce) насељено је мјесто са административним статусом сеоске општине (слч. obec) у округу Пухов, у Тренчинском крају, Словачка Република.

## Становништво
| Година:    | 1994. | 2004.   | 2014.   | 2024.   |
| ---------- | ----- | ------- | ------- | ------- |
| Број људи: | 806   | 784     | 847     | 917     |
| Разлика:   |       | -2,72 % | +8,03 % | +8,26 % |

| Година:    | 2023. | 2024.   |
| ---------- | ----- | ------- |
| Број људи: | 914   | 917     |
| Разлика:   |       | +0,32 % |

Према подацима о броју становника из 2024. године насеље је имало 917 становника.